# Queule
Queule – miasto w Chile, w regionie Araukania, w prowincji Cautín.